# Haliophasma caprii
Haliophasma caprii is een pissebed uit de familie Anthuridae. De wetenschappelijke naam van de soort is voor het eerst geldig gepubliceerd in 1981 door Wägele.